# Young Buffaloes FC
Young Buffaloes Football Club w skrócie Young Buffaloes FC – suazyjski klub piłkarski grający w pierwszej lidze suazyjskiej, mający siedzibę w mieście Manzini.

## Sukcesy
- I liga[1]:
  - mistrzostwo (2): 2010, 2020.

- Puchar Eswatini[2]:
  - zwycięzca (3): 2017, 2018, 2019.

## Występy w afrykańskich pucharach
| Sezon     | Rozgrywki           | Runda    | Kraj                          | Klub                     | Dom | Wyjazd | Dwumecz |
| --------- | ------------------- | -------- | ----------------------------- | ------------------------ | --- | ------ | ------- |
| 2011      | Liga Mistrzów       | wstępna  | Seszele                       | St Michel United FC      | 3–0 | 1–2    | 4–2     |
| 2011      | Liga Mistrzów       | 1        | Zambia                        | ZESCO United             | 0–2 | 0–5    | 0–7     |
| 2018      | Puchar Konfederacji | wstępna  | Południowa Afryka             | Cape Town City FC        | 0–1 | 0–1    | 0–2     |
| 2018/2019 | Puchar Konfederacji | wstępna  | Zambia                        | Green Eagles FC          | 2–3 | 0–2    | 2–5     |
| 2019/2020 | Puchar Konfederacji | wstępna  | Zambia                        | Buildcon FC              | 1–1 | 1–0    | 2–1     |
| 2019/2020 | Puchar Konfederacji | 1        | Południowa Afryka             | Bidvest Wits FC          | 1–0 | 0–3    | 1–3     |
| 2020/2021 | Liga Mistrzów       | wstępna  | Burundi                       | Le Messager Ngozi FC     | 0–0 | 1–1    | 1–1     |
| 2020/2021 | Liga Mistrzów       | 1        | Demokratyczna Republika Konga | AS Vita Club             | 2–2 | 1–4    | 3–6     |
| 2020/2021 | Puchar Konfederacji | play-off | Tunezja                       | Étoile Sportive du Sahel | 1–2 | 0–2    | 1–4     |
| 2021/2022 | Puchar Konfederacji | 1        | Zambia                        | Red Arrows FC            | 0–0 | 1–2    | 1–2     |

## Stadion
Domowe mecze klub rozgrywa na stadionie o nazwie Mavuso Sports Centre w Manzini. Stadion może pomieścić 5000 widzów.